# علاج مساند
العلاج المساند أو العلاج المساعد (بالإنجليزية: Adjuvant therapy)‏ هو علاجٌ يُضاف إلى العلاج الأولي أو الأساسي لزيادة فعاليته. أما العوامل المساندة (adjuvant) فهي تُعدل اعتمادًا على تأثير العوامل الأُخرى.

## العلاج المساعد الجديد
يتم إعطاء العلاج المساعد الجديد، على عكس العلاج المساعد، قبل العلاج الرئيسي. على سبيل المثال، يعتبر العلاج الجهازي لسرطان الثدي الذي يتم إعطاؤه قبل استئصال الثدي علاجًا كيميائيًا مساعدًا جديدًا. السبب الأكثر شيوعًا للعلاج المساعد الحديث للسرطان هو تقليل حجم الورم لتسهيل عملية جراحية أكثر فعالية. [بحاجة لمصدر]
في سرطان الثدي، يمكن أن يؤدي العلاج الكيميائي المساعد الجديد قبل الجراحة إلى تحسين عملية البقاء على قيد الحياة لدى المرضى. في حالة عدم وجود خلايا سرطانية نشطة في الأنسجة المستخرجة من موقع الورم بعد العلاج المساعد الجديد، يصنف الأطباء الحالة على أنها «استجابة مرضية كاملة». في حين ثبت أن الاستجابة للعلاج هي مؤشر قوي على النتيجة، إلا أن المجتمع الطبي لم يتوصل بعد إلى توافق في الآراء فيما يتعلق بتعريف «استجابة مرضية كاملة» عبر أنواع فرعية مختلفة من سرطان الثدي. لا يزال من غير الواضح ما إذا كان يمكن استخدام «استجابة مرضية كاملة» كنقطة نهاية بديلة في حالات سرطان الثدي.